# Kanuni-Sultan-Süleyman-Brücke
Die Kanuni-Sultan-Süleyman-Brücke (türkisch Kanuni Sultan Süleyman Köprüsü) befindet sich im Istanbuler Stadtteil Büyükçekmece. Sie liegt im europäischen Teil und ist 36 km vom Istanbuler Zentrum entfernt. Die Brücke wurde während des Osmanischen Reiches unter der Leitung des Hofarchitekten Mimar Sinan erbaut. Sie ist 636 m lang und 7,17 m breit.

## Geschichte
Als Sultan Kanuni Süleyman I. (1520–1566) zu seinem Eroberungskrieg nach Szigetvár aufbrach, sein Heer aber Schwierigkeiten beim Überqueren des Sees hatte, befahl er seinem Architekten den Bau einer Brücke. Da er aber während der Besatzung von Szigetvár starb, wurde der Bau der Brücke unter seinem Sohn Sultan Selim II. im Jahre 1567 fertiggestellt.
Während der Bauarbeiten an dem aus vier Teilen und 28 Sockeln bestehenden Bauwerk wurde das Wasser des Büyükçekmece-See ausgepumpt und 40.000 m³ Steine verlegt. In den Jahren 1986 bis 1989 wurde die Brücke aufwendig restauriert und ist heute das Wahrzeichen von Büyükçekmece.